# フランクリン＝ゴードン・ワイルド・リバーズ国立公園
フランクリン＝ゴードン・ワイルド・リバーズ国立公園（Franklin-Gordon Wild Rivers National Park）はオーストラリア連邦タスマニア州にある国立公園の一つ。名称は公園内を流れる、フランクリン川とゴードン川に因む。州都ホバートの東117kmに位置する。
この国立公園はユネスコの世界遺産（複合遺産）に登録されたタスマニア原生地域の中心に位置する。公園内は壮大な山頂や、熱帯雨林、深い谷、山峡など変化に富んだ風景を目にすることができる。公園は原生地域内を通る濁りの少ない川、フランクリン川で有名である。過去にフランクリン川上流に、行政官のロビン・グレーが水力発電所・フランクリン・ダムを作る計画を建てたが、これに対してボブ・ブラウン率いるタスマニア原生地域ソサエティー（Tasmanian Wilderness Society）が反対を起こした。ダム建設予定地付近にアボリジニの遺産があり、これが1989年に世界遺産に拡大登録されたことで、この計画は頓挫した。

## データ
- 面積: 4463.42 km2
- 南緯: 42° 24' 34"
- 東経: 146° 01' 55"
- 設立日時: ?
- 運営主体: タスマニア公園局と野生生物サービス（Tasmania Parks and Wildlife Service）
- IUCNカテゴリー: II（国立公園）/Ib（原生自然地域）